# Gottfried Dienst
Gottfried Dienst (ur. 9 września 1919, zm. 1 czerwca 1998) – szwajcarski sędzia piłkarski, w swoim czasie uważany za najlepszego na świecie. Sędziował m.in. dwa finały Pucharu Europy (w 1961 i 1965). Jest jednym z zaledwie dwóch sędziów, którzy prowadzili mecz finałowy Mistrzostw świata i Mistrzostw Europy (podobnym osiągnięciem może pochwalić się jeszcze tylko Włoch Sergio Gonella). Właśnie wydarzenia z 1966 i 1968 roku są mu najczęściej wypominane.
W finale mundialu pomiędzy Anglią a Niemcami, w 101. minucie meczu, przy stanie 2:2, Geoff Hurst strzelił z całej siły z ok. 10 metrów, piłka trafiła w poprzeczkę, odbiła się od ziemi i wróciła na boisko. Dienst, który stał przodem do bramki i nie widział, czy padł gol, podbiegł do stojącego na linii Bachramowa. Po krótkiej konsultacji z nim, uznał gola Anglikom mimo sprzeciwu Niemców. Ostatecznie Anglia wygrała 4:2.
W finale Mistrzostw Europy w 1968 między Włochami (gospodarzami turnieju) a Jugosławią przy stanie 1:0 dla Jugosławii nie uznał prawidłowo zdobytej bramki przez Džajicia. Zaliczył natomiast kontrowersyjną bramkę Angelo Domenghiniego z rzutu wolnego, wykonanego przed gwizdkiem. Mecz zakończył się remisem 1:1. W powtórzonym meczu, który prowadził już Hiszpan José María Ortiz de Mendíbil, Włosi zwyciężyli 2:0 i zostali mistrzami Europy.
W latach 90. izraelscy specjaliści posługujący się techniką rakietową uznali, że wspomniany gol w finale mundialu w 1966 w istocie padł. Innego zdania była grupa profesorów z Oksfordu.